# Peu de llit
El peu de llit és un moble poc utilitzat en l'actualitat. Anteriorment era comú de trobar-ne en forma de banc, de tamboret o de cofre, sobretot en cambres amb grans ornaments. Com ho indica el seu nom, és un moble que es col·loca al peu del llit i que serveix per a posar-hi el cobrellit, la roba que hom es lleva a la nit o aquella que es posarà l'endemà al matí. En general un peu de llit té la forma d'un banc allargat, pot estar encoixinat, folrat amb pell o tela; la seva forma ha de ser rectangular i pot ser tan ample o alt com es desitgi, sempre que no sobrepassi l'altura del matalàs. Pot ser fet d'una sola peça sòlida o tenir potes i baranes.